# Кумыкская кухня

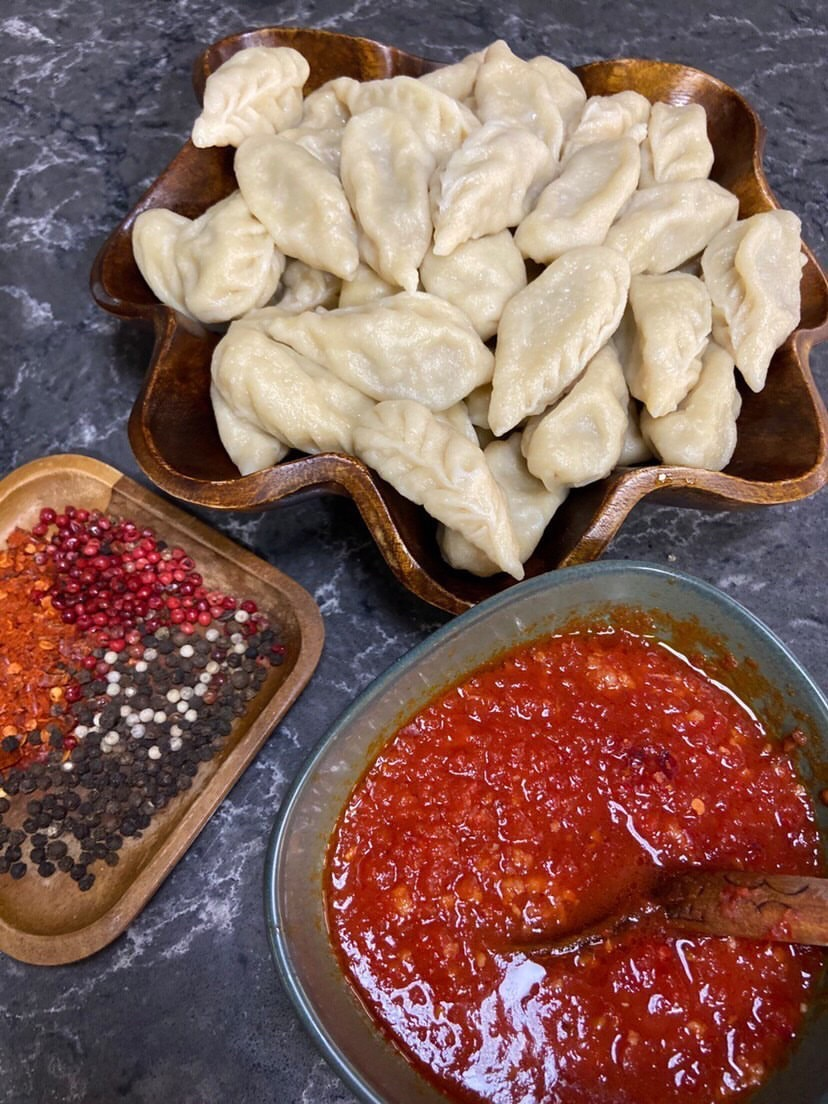
Кумыкское курзе с соусом

Кумыкская кухня (кум. къумукъ аш уьй) — традиционная кухня кумыков.
Как и во всём исламском мире, у кумыков действуют особые предписания для пищи и её приготовления — харам (запрещённое) и халяль (дозволенное). Животных забивают особым, согласно мусульманскому ритуалу, способом.
Кумыкская кухня это кухня жителей равнины, поэтому она более разнообразна по сравнению с кухней жителей гор (например, даргинской кухней), использует много свежих фруктов (виноград, кизил, яблоки, алыча, сливы, абрикосы из которых также делают пастилу или повидло). Много блюд из  рыбы.  В кумыкской кухне большой популярностью пользуются сухофрукты в качестве приправ. Во все блюда, кроме молочных, кладут в большом количестве лук (летом зеленый), перец, сушеную курагу, кислую пастилу из слив или дикой алычи, или вместо нее — кислое повидло из кизила. Формой обработки продуктов является запекание (часто в золе), жарка и варка.

## История
Кумыкская кухня развивалась на протяжении столетий, её истоки в кулинарных традициях тюркских племён, на которые в свою очередь, оказали наибольшее влияние кавказские гунны, хазары, а также пищевые запреты ислама.
До XX века повседневной пищей значительной части кумыкского населения были постные блюда — супы, каши (чилав, тахана), иногда заправленные бараньим или говяжьим жиром, а также ячменный хлеб. Большим подспорьем в питании бедноты были овощи и травы, как начинки для пирогов, которые готовились без жиров и мяса. Мясные блюда и пшеничный хлеб ели только по праздникам. Традиционными продуктами для кумыков, переданными от предков хазар и известными еще тысячи лет назад, является баранина, пшеница, къавурмакъ (жареная пшеница), арпа (ячмень), дюгю (рис), просо, горох, лук, чеснок, виноград, яблоки, дикорастущие пряности и ароматическая зелень, сют (молоко), увуз (молозиво), айран (разбавленное водой кислое молоко), къаймак (творог), къатыкъ (кислое молоко) и йогъурт (йогурт), бекмез (виноградный сироп), май (масло), чагъыр (вино), сирке (уксус), чёрек и экмек (хлеб), ун (мука).
Издавна в кумыков в рационе преобладало овечье, кобылье и верблюжье молоко, из которого они готовили различные блюда и напитки. Масло сбивали в кожаных мешках и глиняной посуде из разбавленного водой кислого молока (къатыкъ). Остаток в виде айрана употребляли как напиток. Свежий къатыкъ, высушенный на солнце, называется къурут.

## Национальные блюда

### Хлеб
Для хлеба (кум. Экмек) в кумыкской кухне насчитывается порядка десяти рецептов, в зависимости от используемой муки (пшеничная, ячменная, кукурузная).

### Лепешки
Лепёшки (кум. Чёрек) в кумыкской кухне их обычно готовят на курдюке из пшеничной или кукурузной муки. Сало как продукт свинины запрещено. Они выпекаются в глиняных печах (тандыр или кёрюк), къалач  выпекаются под слоем горячей золы, также как дюрмек.

### Супы
Суп (кум. Шорпа) — общее название для кумыкских супов. Супы готовят самые разные: с мясом, овощами (постная шорпа), на молоке (молочная шорпа). Для почетных гостей и знати готовилась шорпа, приготовленная из осетрины с добавлением различных трав и пряностей. Готовят также суп-уху из толченой пшеницы — булкъа шорпа, заправленную кьатиком, чесноком и сушеной мятой. Популярен также фасолевый суп  (кум. Бурчакъ шорпа) — один из любимых кумыкских супов, в состав которого входит баранина, фасоль, картофель и лапша. Особенностью именно кумыкских  супов является то, что мясо подается отдельно от бульона, к нему подаются травы, лук и томаты. Как и в других этносах Дагестана довольно популярным является использование сушёного мяса для изготовления различных блюд.

### Вторые блюда
Из вторых блюд распространены хинкал, пельмени (кюрзе), голубцы (долма), плов (пиляв), шашлык (чишлик), мясные соусы (бозбаш и къувурма), пироги (чуду).
Мясо готовится в отварном и жареном виде. Жареное мясо баранины называется къувурма, любое мелко нарезанное жареное мясо называется къыйма, сваренное на пару- бугълама, запеченное в золе- кулпелого. Лакомой пищей считается шашлык, который готовится на вертеле (шиши). С давних времен известен вид шашлыка из кусков баранины, завернутых в кожу и испеченных на горячей золе (кюллеме).

#### Кумыкский Хинкал
Хинкал — одно из главных блюд кумыков, как и у других народов Дагестана. Представляет собой изделия из теста, сваренные в мясном бульоне. Кумыкский хинкал формируется в виде квадратиков из тонкого теста.  Подаётся с мясом.  Довольно известен кумыкский хинкал (тутмачи), который отличается от аварского пресным тестом. Для другого вида — тонкого хинкала — используют уксус. 
Ещё одним видом кумыкского хинкала является халпама — хинкал, приготовленный из кукурузной муки. Кусочки, которые отщипывают от теста, бросают готовиться в бульон после варки колбасы.

#### Курзе
Курзе — аналог пельменей, традиционное восточное блюдо, представляет собой мясной фарш, завернутый в тонкое тесто. Готовят различные виды курзе — с начинкой из крапивы, сыра, мяса, потрохов, яиц. Подают с соусом из томатов или простокваши с измельченным чесноком.

#### Долма
Долма — аналог голубцов, традиционное восточное блюдо, представляет собой мясной фарш, завернутый в виноградные листья. Подают с соусом из простокваши с измельченным чесноком.

#### Плов
Пиляв — кумыкский плов. Выделяют традиционный плов (пиляв) с морковью и чесноком и белый плов (акъ пиляв)  с сухофруктами (киш-мишем или сладкой курагой), мёдом и топленым маслом.).
Чиляв — кумыкский вариант приготовления плова с фасолью, сушёным мясом или ичеком (домашняя колбаса), рисом (дюгю). Особенностью является добавление картофеля.

#### Каши
Готовятся каши — чилав из риса, кукурузной или пшеничной муки, сваренной на воде или молоке. Другая жидкая каша (тахана) готовится из жареной на масле пшеничной муки.
Щапщи — каша из бобовых, с добавлением пшеницы. Известным кумыкским блюдом, похожим на оладьи, является пуршун. Готовится из кислого молока, сметаны, запекается в духовке. Популярным блюдом является Кёрюк къуймакъ (яичница, омлет).

#### Салаты
Кумыкские салаты в основном состоят из свежих овощей (помидоры, огурцы, перец) и зелени. Заправляются обычно маслом или сметаной.

#### Чуду

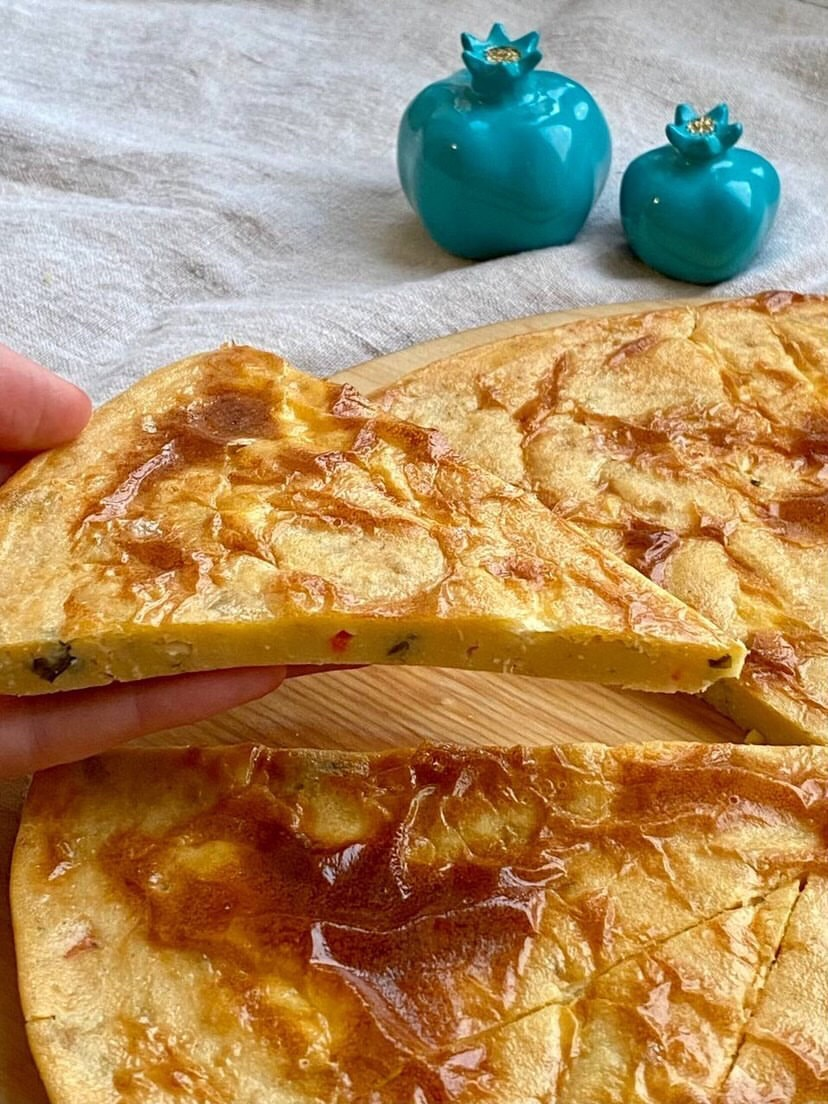
Чий чуду

Чуду — кумыкские тонкие лепешки с различными начинками. Эт чуду — чуду с мясом, причём особенность кумыкского чуду в том, что его начиняют маринованным мясом, а тесто раскатывают так тонко, что через него просвечивает начинка, в то время, как для даргинского чуду тесто может быть раскатано толсто, а начинкой традиционно служит мясо с картофелем.  Бывают къарын чуду — чуду с требухой, бишлакъ чуду — чуду с творогом, къабакъ чуду — чуду с тыквой, чий чуду — с квашеным молоком, согъан чуду — чуду с луком, халияр чуду — с диким луком, къычытгъан чуду — чуду с крапивой, алабота чуду — чуду с лебедой, аткъулакъ чуду — чуду с конским щавелем.
Сырое Чуду или  кум. Чий чуду в переводе с кумыкского - «сырой пирог». Пирог из простокваши, на основе  кефира на домашней закваске.  

#### Колбасы
Популярна сохта — блюдо из субпродуктов баранины или говядины с рисом. Иногда используется как начинка для пирога.
Ичек — сушеная домашняя колбаса наполненная бараниной или говядиной со специями.

### Сладости
Значительное место в пище кумыков занимают фрукты, виноград и ягоды. Фрукты употребляются обычно в свежем виде, из них также готовятся различные сладости. Так, виноградный сироп используется для приготовления патоки под названием бекмез . Кумыки на десерт подают разные виды халвы (гьалива) — ун гьалива; къоз гьалива; тушап гьалива; илашгьы гьалива; кеннираш гьалива; къурмач гьалива. С начинкой из халвы пекут печенье (Гюле).

## Консервированные продукты
Кумыки еще в XVII в. владели секретами консервирования как молочных, так и мясных продуктов (бастурма, долдурма, къолбас). По мнению этнографов, самой древней молочным продуктом, который заготавливали на зиму, был къурут. Для этого сюзме (сцеженным къатык) и соль мешали, формировали небольшие шарики и раскладывали их, накрыв марлей, на солнце. В зимнее время къурут растворяли в горячей воде и использовали для приготовления различных блюд.

## Характерные продукты
Основу кумыкской кухни составляют злаки: пшеница, рожь, рис, овес, гречка, просо, ячмень, горох. Дикорастущую зелень, а также лук и чеснок используют в пищу. Также, в изобилии растущие, фрукты и ягоды: виноград, кизил, яблоки, алычу, сливы, абрикосы.

## Молочные продукты
Из молока изготавливают разнообразные продукты, а также используют его при приготовлении блюд. Помимо стандартного творога или йогурта, кумыки делают:
— Сливочное масло (кум. Май).
— Катык — традиционный кумыкский кисломолочный продукт, характерных для большинства тюркских народов;
— Курут — сухие кисломолочные шарики, полученные путем высушивания катыка;
— Каймак — очень густые сливки, которые по консистенции напоминают сметану или масло.
Без лука также не обходится практически ни одно кумыкское блюдо. Летом везде добавляют зелёный лук.

## Напитки
Наряду с различными видами местного вина из винограда готовят также безалкогольные напитки — цикнай, муселлес (оба представляют собой кипяченый виноградный сок), тушап — виноградный мед. Кофе кумыки позаимствовали от турок (во времена присутствия Османской империи на Кавказе). От калмыков и ногайцев было заимствовано использование чая, затем от россиян — какао. Впрочем последнее не очень популярно среди населения. Своеобразием отличается чай по-кумыкский (калмук чай), который готовится из калмыцкого чая, цельного молока, соли, перца, сливочного масла.